# ОШ „Херој Роса Трифуновић” Александровац
ОШ „Херој Роса Трифуновић” у Александровцу, насељеном месту на територији општине Жабари, државна је установа основног образовања.

## Историјат школе
Први податак о постојању прве школе у Александровцу, тада Прову, датира од 1836. године. Када су се школа у Ореовици и Прову сјединиле, а после извесног времена и због лошег службовања тадашњег учитеља Лазара Пекића, школа у Александровцу је била затворена. Школа у Ореовици у континуитету постоји од 1842. године.
Поновни рад школе у Александровцу везује се за 1856. године и за рад учитеља Петра Милетића. Од школске 1882/83. године, на основу прописа Министарства просвете, уведена је припремна настава за влашку децу. Тада су школу осим деце из Прова, похађала деца и из Миријева, Тићевца и Свињарева.
По угледу на веће варошке школе и у Александровцу је од школске 1901/02, формирано женско одељење, а потом женска школа. Школа је престала са радом 1915. године, доласком Бугара. Они су угасили све школе у срезу, а отворили своју на бугарском језику у Жабарима.
Година 1945. школа је добила назив „Народна основна школа”, а од 1952. године заводи се као осмогодишња школа, уместо раније седмољетке. Тих година су јој припојене – као подручне, школе из суседних села: Ореовице, Миријева, Тићевца, Свињарева, а нешто касније и школа из Влашког Дола. Те 1958. испред школске зграде откривена је биста народном хероју Радмили-Роси Трифуновић, чије име до данас носи.

## Школа данас
Данас у основној школи „Херој Роса Трифуновић” поред матичне школе у Александровцу, настава се изводи у још шест подручних одељења: у Влашком Долу која је осмогодишња школа, у Ореовици, Полатни, Миријеву, Свињареву и Тићевцу као четвороразредне школе.